# Liste d'écrivains québécois par ordre alphabétique (U)
Pour un article plus général, voir Littérature québécoise.
| Nom         | Naissance | Décès | Genre(s) littéraire(s) | Œuvre(s) majeure(s) | Prix |
| Marie Uguay | 1955      | 1981  | Poésie                 | Autoportrait (1982) | —    |